# Курский фронт
Курский фронт — фронт, созданный 23 марта 1943 года на основании директивы Ставки ВГК № 30077 от 19 марта 1943 года (16 ч 50 мин), путём выделения 60-й и 38-й армий из Воронежского фронта и преобразования штаба Резервного фронта в штаб Курского фронта.

## Состав
В состав фронта вошли:
- управление;
- формирования фронтового комплекта (штаб Курского фронта);
- 38-я армия (из Воронежского фронта);
- 60-я армия (из Воронежского фронта);
- 15-я воздушная армия.

Разграничительные линии с другими фронтами, согласно директиве ВГК от 19 марта 1943 года № 30077, были определены следующим образом:
а) справа, между Центральным и Курским фронтами: Воронеж, Касторная, Курск, Новгород-Северский (Воронеж и Курск — включительно для Курского фронта);
б) слева, между Курским и Воронежским фронтами: Боромля, Краснополье, Песчанное, далее по р. Псел, Казацкая, Стар[ый] Оскол (все для Воронежского фронта).
Расформирован в 24:00 27 марта 1943 года на основании директивы ВГК от 24 марта 1943 года (12 ч 00 мин) в связи с тем, что "создание которого [Курского фронта] не вызывается уже военной обстановкой". Полевое управление переименовано в полевое управление Орловского фронта.

## Командующий
Генерал-полковник М. А. Рейтер (23 марта 1943 года — 27 марта 1943 года)